# Nápolyi II. Frigyes Egyetem
A Nápolyi II. Frigyes Egyetem (olaszul: Università degli Studi di Napoli Federico II; mozaikszó: UniNa) 1224-ben alapított olasz állami egyetem, egyike a világ legrégebbi egyetemeinek.
1224. június 5-én a Német-római Birodalom császára és Szicília királya, II. Frigyes német-római császár alapította, ez a fő nápolyi akadémia, s legrégebbi állami alapítású egyetem a világon. 
A CWUR rangsor (Center for World University Rankings) szerint 2022–23-ban az olasz egyetemek között a 6. helyen, a világranglistán pedig 20 531-ből a 235. helyen áll.
A tandíjak a tanulmányi szinttől, a választott képzéstől és a családi állapottól függően változnak az ISEE dokumentum szerint.

## Története

### Megszületése
A Studium felállítását II. Frigyes sváb császár 1224. június 5-én (egyes források szerint július 5-én) rendelte el egy Szirakúzából küldött körlevélben (generalis lictera). A Nápolyi Egyetem, mivel a császár saját akaratából jött létre, Európa első világi állami egyetemének számít (azaz nem értelmiségi vagy hallgatói társaságok vagy egyesületek alapították, hanem egy uralkodói rendelet.
Két fő ok késztette a császárt a Studium felépítésére: egyrészt a curia regis (a királyság uralkodó osztálya) adminisztratív és bürokratikus személyzetének kizárólagos képzése, a jogászok felkészítése, akik segítik az uralkodót a döntéshozatalban. az állam berendezkedésében és a törvények végrehajtásában; másrészt, tantárgyaik megkönnyítése a kulturális oktatásban, elkerülve a felesleges és költséges külföldi tanulmányi utakat.
A helyszín megválasztása Nápolyra esett nemcsak kulturális okok miatt (a városnak nagy hagyományai voltak e tekintetben, Vergilius alakjához köthető, akit egy korabeli dokumentum kifejezetten említ), hanem földrajzi és gazdasági okokból is (tenger). forgalom, az enyhe éghajlat és a Királyságon belüli stratégiai helyzet bizonyos szempontból meghatározó volt).  A Studium megszervezéséhez két kiváló campaniai jogász, Pier delle Vigne és Taddeo da Sessa munkáit használták fel.

### A 13.-tól a 16. századig
A tanulmányok kezdetben a jogra (a jogászképzés alapjaira), a bölcsészetre, orvostudományra és teológiára irányultak: ez utóbbit a többi tantárgyhoz képest vallási intézményekben, különösen a San Domenico Maggiore-kolostorban oktatták, ahol Aquinói Szent Tamás tanított 1271 és 1274 között. Az Anjou-korszakban (1265–1443) az egyetem felépítése és szervezete lényegében változatlan maradt.

### A 17.-től a 19. századig
1616-tól kezdődően az egyetem székhelye a Palazzo dei Regi Studiban volt (ma a Nápolyi Nemzeti Régészeti Múzeumnak ad otthont), olyan épületben, amely egykor lovassági laktanya volt, és amelyet Giulio Cesare Fontana építész újított fel Don Pedro Fernández de Castro, Lemos grófja és Nápoly alkirálya megrendelésére.
A tizenhetedik században az egyetem, más európai egyetemekhez hasonlóan, hosszú hanyatlást élt át, így Nápolyban kezdtek létrejönni magániskolák és egyházi főiskolák, amelyek fokozatosan csatlakoztak hozzá, elvonva tőle a teret. Csak a tizennyolcadik századtól kezdődően, először a Habsburgokkal, majd a Bourbonokkal, az egyetem pozitív értelemben vett nagy lendületet a hatóságoktól: ebben az időszakban tanított itt Giambattista Vico filozófus. Ezeknek az éveknek fő újítása az volt, hogy 1735-ben létrehozták a Csillagászati tanszéket, 1754-ben pedig a világ első mechanikai és kereskedelmi vagy politikai gazdaságtani tanszékét, az előbbit Pietro di Martinóra Archiválva 2020. október 22-i dátummal a Wayback Machine-ben, az utóbbit Antonio Genovesire bízták.
1777-ben székhelyét a Megváltó kolostorába helyezték át, ahol korábban a jezsuiták Collegio Massimója lakott, miután Bourbon I. Ferdinánd nápoly–szicíliai király parancsára feloszlatták, és kiűzték a vallási rendet. A 18. század második felében az egyetem a Bourbon-királyság kultúrájának támaszpontja lett, azért is, mert sok tanár (köztük Antonio Genovesi) teljes mértékben a felvilágosodás korában élt. Innen indult el az értelmiségi mozgalom, amely az 1799-es felkeléseket és a Parthenopéi Köztársaság (rövid) fennállását eredményezte.
Már a francia évtizedben (1806–1815) is voltak modernizációs munkálatok kulturális téren. Először is az egyetem gyökeres változáson ment keresztül: öt karra osztották (irodalom és filozófia, matematika és fizika, orvostudomány, jog, teológia); megalakult az első itáliai állattani tanszék; a csillagvizsgáló, a botanikus kert és az ásványtani és állattani múzeumok az egyetemhez kapcsolódnak, és egyetemi tanárok irányították őket. Ennek ellenére a magániskolák visszatértek, és a helyreállítástól Olaszország egyesítéséig a dél-olaszországi oktatás gerincévé váltak. Emiatt a Nápolyi Egyetemre nézve súlyos következményekkel járt, amikor az Olasz Királyság megszületése után a Casati-törvénynek kellett megfelelnie, ami komoly különbségeket tárt fel a többi olasz egyetemhez képest, éppen a számos magánintézeti versenytársa miatt. Az olasz egyetemek szabványosítását célzó speciális törvényeknek, mint például az 1875. május 30-i törvényerejű rendeletnek (Ruggiero Bonghi) és az 1876-os rendeletnek (Michele Coppino által kiadott) köszönhetően a nápolyi egyetemnek sikerült felszámolnia ezeket a már kiemelt különbségeket. 1860-ban Francesco De Sanctis közoktatási főigazgató, aki energikusan hozzájárult a korszerűsítéshez.
Bár a hallgatói létszám megsokszorozódott, és ezzel a harmadik helyre került Európában, Berlin és Bécs után, az egyetem rendelkezésére álló épületek hiányosak, esetenként nem megfelelőek voltak (sőt többségük egykori kolostor volt). 1884-ben, egy heves kolerajárvány után, amikor a Convento del Salvatore szerkezete már nem volt megfelelő, az egyetemet a városfelújítási kezdeményezéseknek köszönhetően átköltöztették a Corso Umberto I.-en fekvő új helyre, ahol ma is található.

### 20. és 21. század
A tizenkilencedik és huszadik század fordulóján a Nápolyi Egyetem tekintélye megnőtt, különösen a tudomány: a genetika területén úttörő volt az első itáliai tanszék létrehozásával. Új építési és szervezési nehézségek sújtották az egyetemet az olasz fasizmus húsz éve és a második világháború alatt is: a központi székházat 1943. szeptember 12-én a németek felgyújtották, a szövetségesek pedig laboratóriumokat és tudományos kabineteket rekviráltak.
A háború után az egyetemi modell modern fejlődését követve a Nápolyi Egyetem hallgatóinak számát tekintve a második legjelentősebb egyetem lett Olaszországban, a római La Sapienza után.
1987. szeptember 7-én vette fel jelenlegi nevét annak reményében, hogy 1991-ben, annak kiválása révén létrejön a Második Nápolyi Egyetem.

## Helyszínek

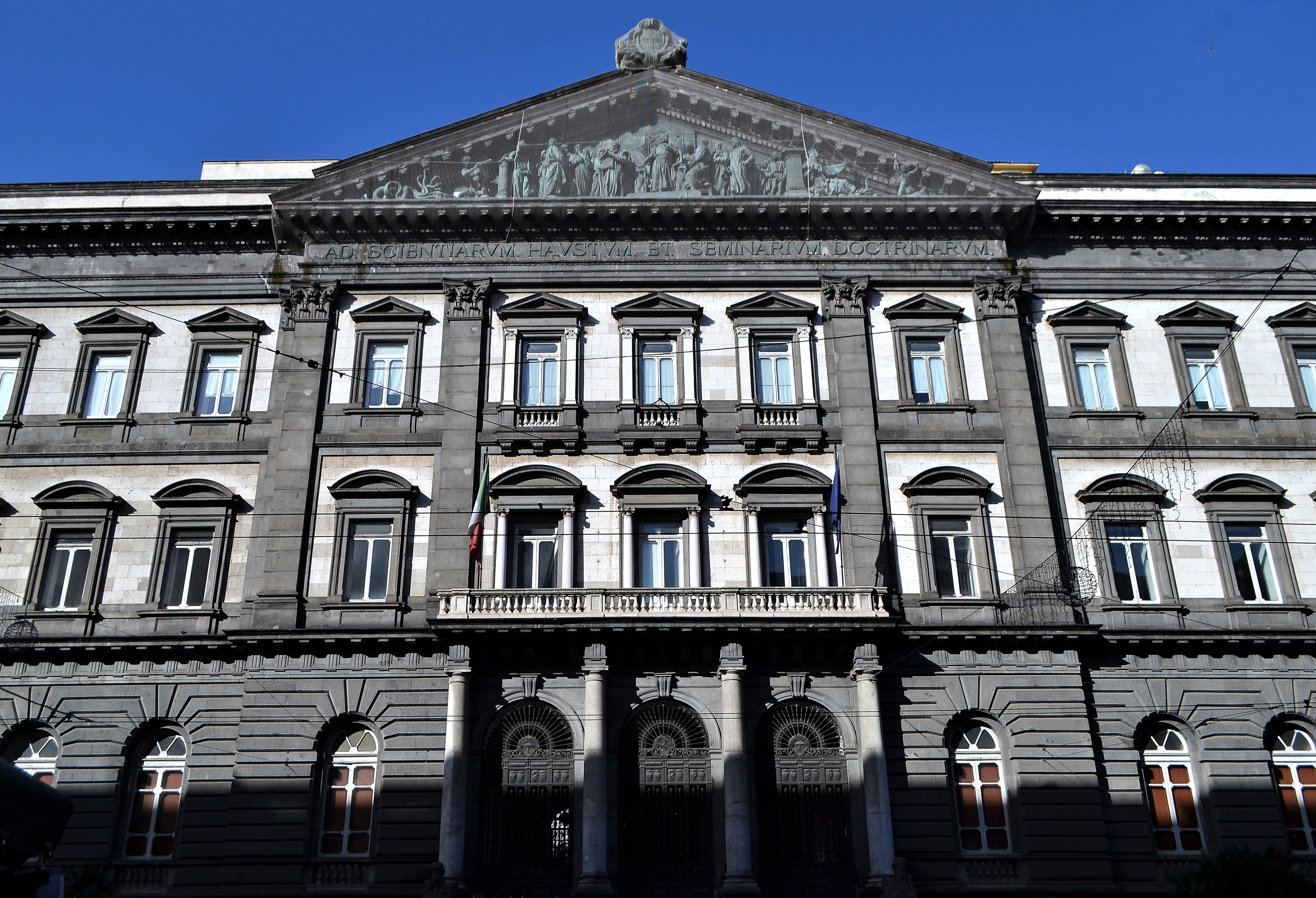
A főépület
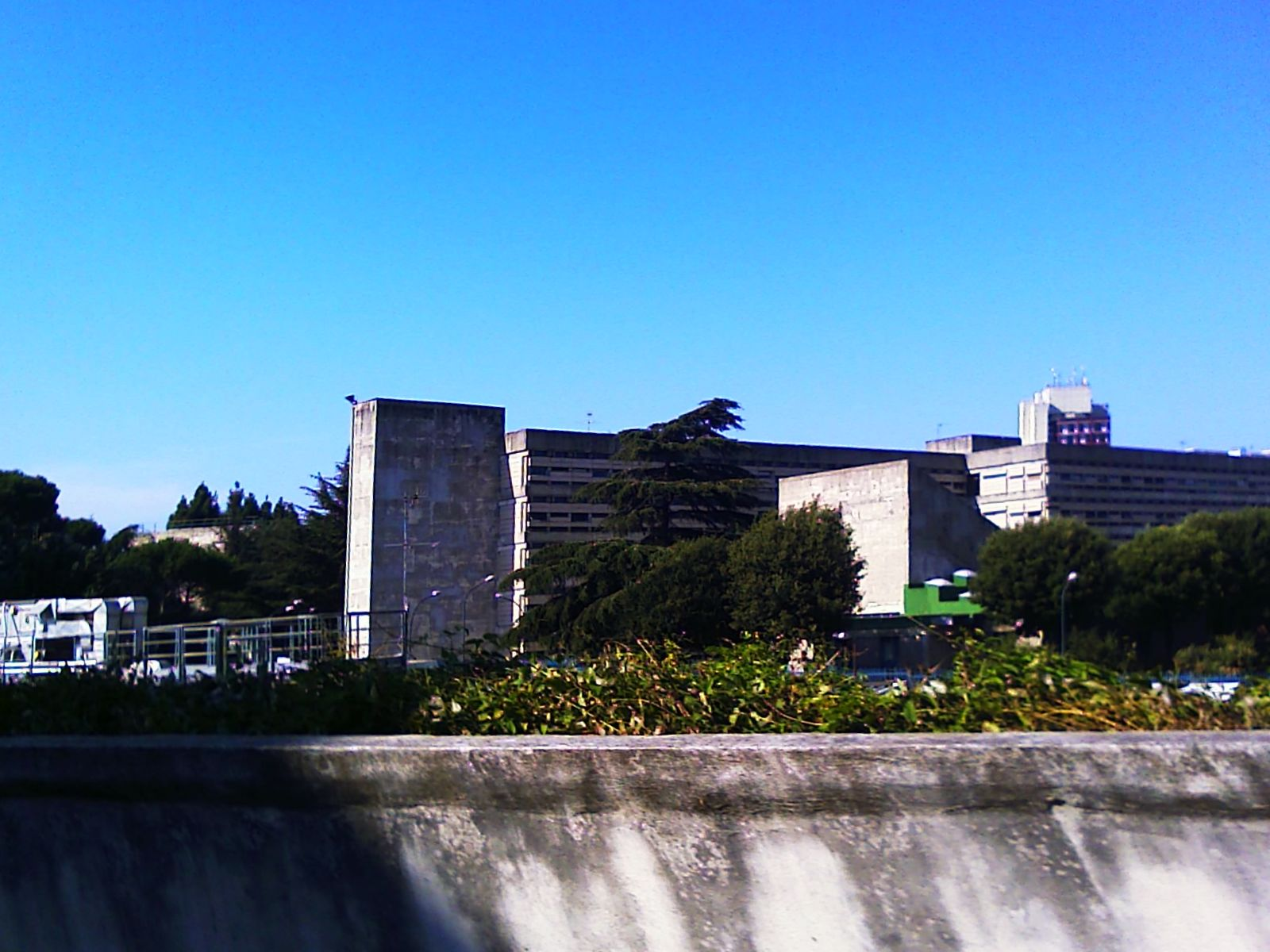
A Poliklinika

Az egyetem hatalmas építészeti örökséggel rendelkezik, amely az évszázadok során történt felvásárlások eredménye. Ahol nincs megadva, a származási hely Nápoly.
- Központ (a Nápolyi Egyetem palotája ):

Az Egyetem székhelye a Corso Umberto I.-en, a Via Mezzocannone sarkán, a 40. szám alatt található. Az épület neobarokk stílusú, és a felújítás során, 1897 és 1908 között épült, Pierpaolo Quaglia és Guglielmo Melisurgo építészek tervei alapján. A székhely, ahogyan az egyetemi környezetben általában és széles körben nevezik, az eredeti egyetemi komplexum közelében található (amely 1777 óta a Casa del Salvatoréban kapott helyet, amely már nem a jezsuiták tulajdona). Az új épület azonban nem volt elszigetelve a mögötte lévő komplexumtól, mivel az építészek gondoskodtak arról, hogy az egyetemi palota udvarából eredő, úgynevezett Minerva lépcsőn keresztül összekapcsolják a mögötte lévő, már meglévő épületek és a Jezsuita udvar, több mint hét méteres szintkülönbsége leküzdésével. A főkampuszon találhatók az egyetem központi vezetésének (rektorátus, akadémiai szenátus, gazdasági hivatal stb.) és a jogi tanszék irodái. Ez egyben a Bölcsészettudományi Tanszék másodlagos székhelye is.

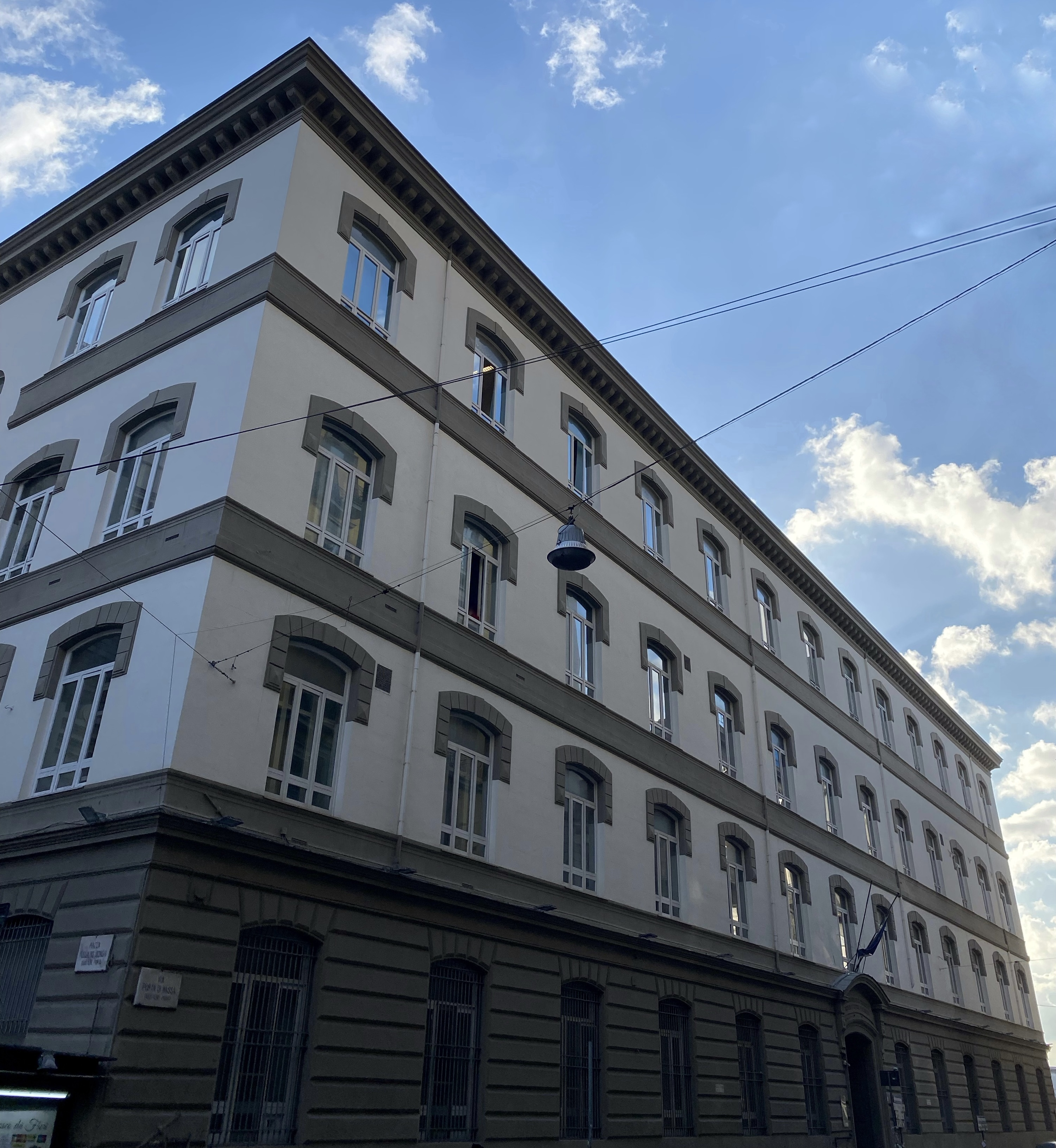
A Porta di Massa tömbje
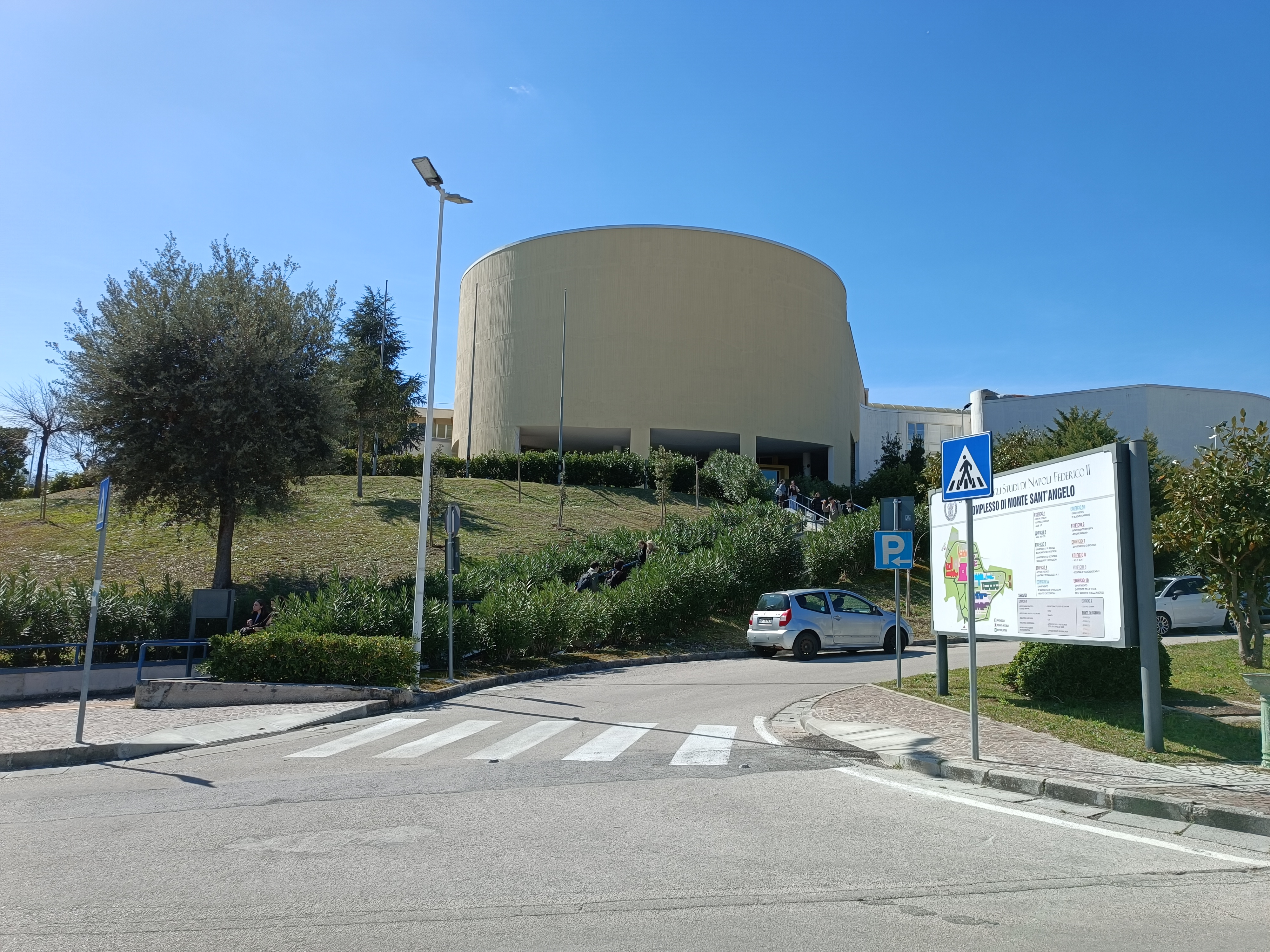
A Monte Sant'Angelo tömbje főbejárata

- Poliklinika – Cappella dei Cangiani Komplexum (Egyetemi Kórház ):
A Cappella Cangiani komplexum, amelyet azért hívnak így, mert a Rione Alto (Nápoly V. kerülete) Cappella Cangiani kerületében található, 44,1 hektáros területen terül el, amelyen 21 épület áll 57 086 m² fedett területen (így az emeletek összterülete 257 118 m²). Az egyetemi kórházkomplexum főbejárata a via Pansinin található; három másik bejárat is használható bizonyos napokon és időpontokban. A hatalmas komplexumon belüli mobilitást ingyenes minibuszjárat biztosítja, amely összeköti a főbejáratot a különböző pavilonokkal. A Klinikai Orvostudományi és Sebészeti Osztály, a Gyógyszerészeti Osztály, a Molekuláris Medicina és Orvosi Biotechnológiai Tanszék, az Idegtudományi és Reprodukciós és Fogászati Tudományok Tanszék, a Népegészségügyi Tanszék, az Orvosbiológiai Tudományok Felsőfokú Tanszéke és a Translációs Tanszék Orvostudomány.
- "Porta di Massa" komplexum ( San Pietro Martire Complex ):
- A San Pietro Martire központja, becenevén "Porta di Massa", mivel a Via Porta di Massa 1. szám alatt található. Itt található a Human Tanulmányok Tanszék, amely magában foglalja a modern irodalom, nyelvek, kultúrák és irodalom és filozófia szakokat.
- Monte Sant'Angelo komplexum : a tudományos és gazdasági osztályok központja a Via Vicinale Cupa Cintia 21. szám alatt található.

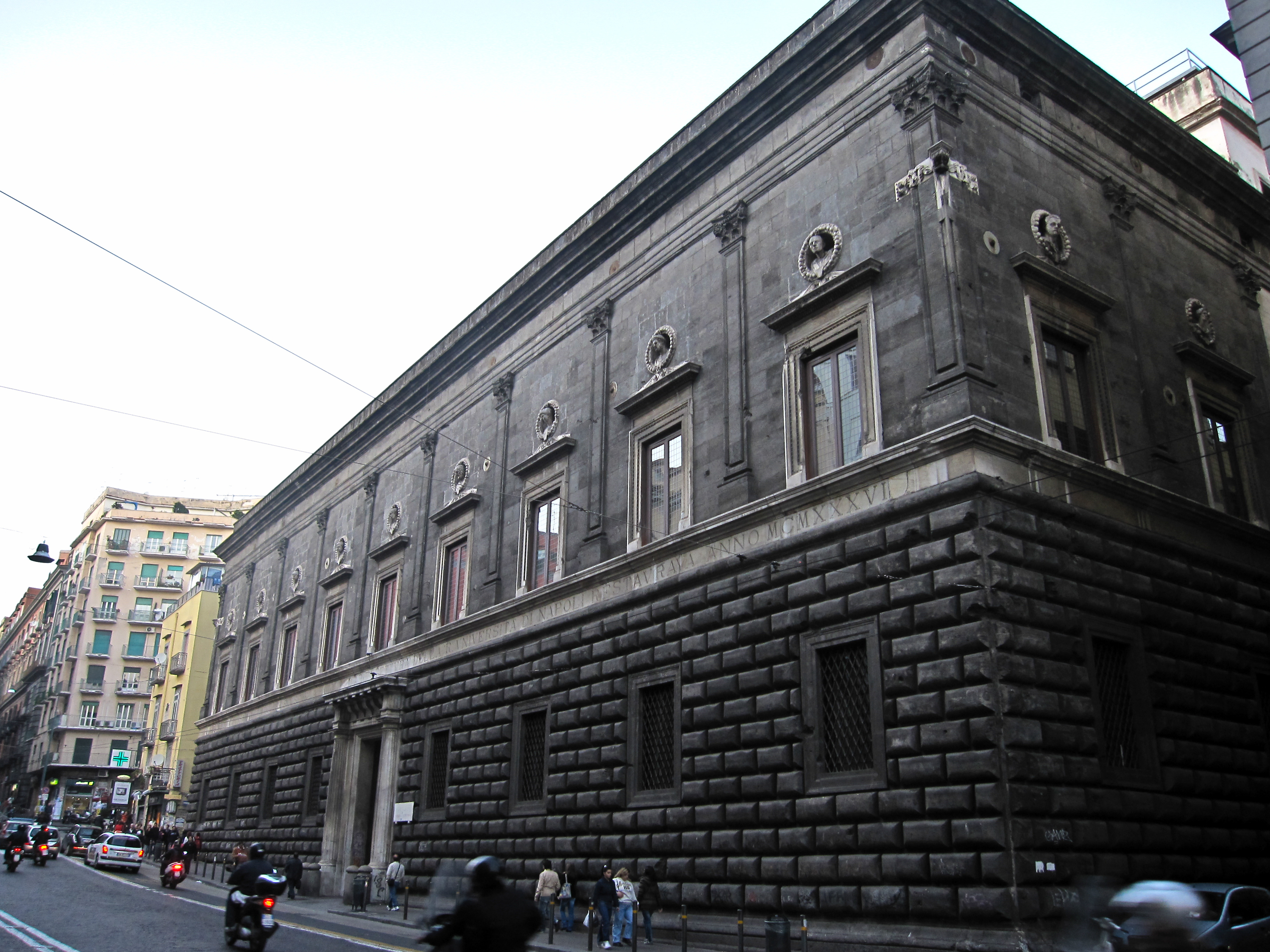
A Palazzo Gravina
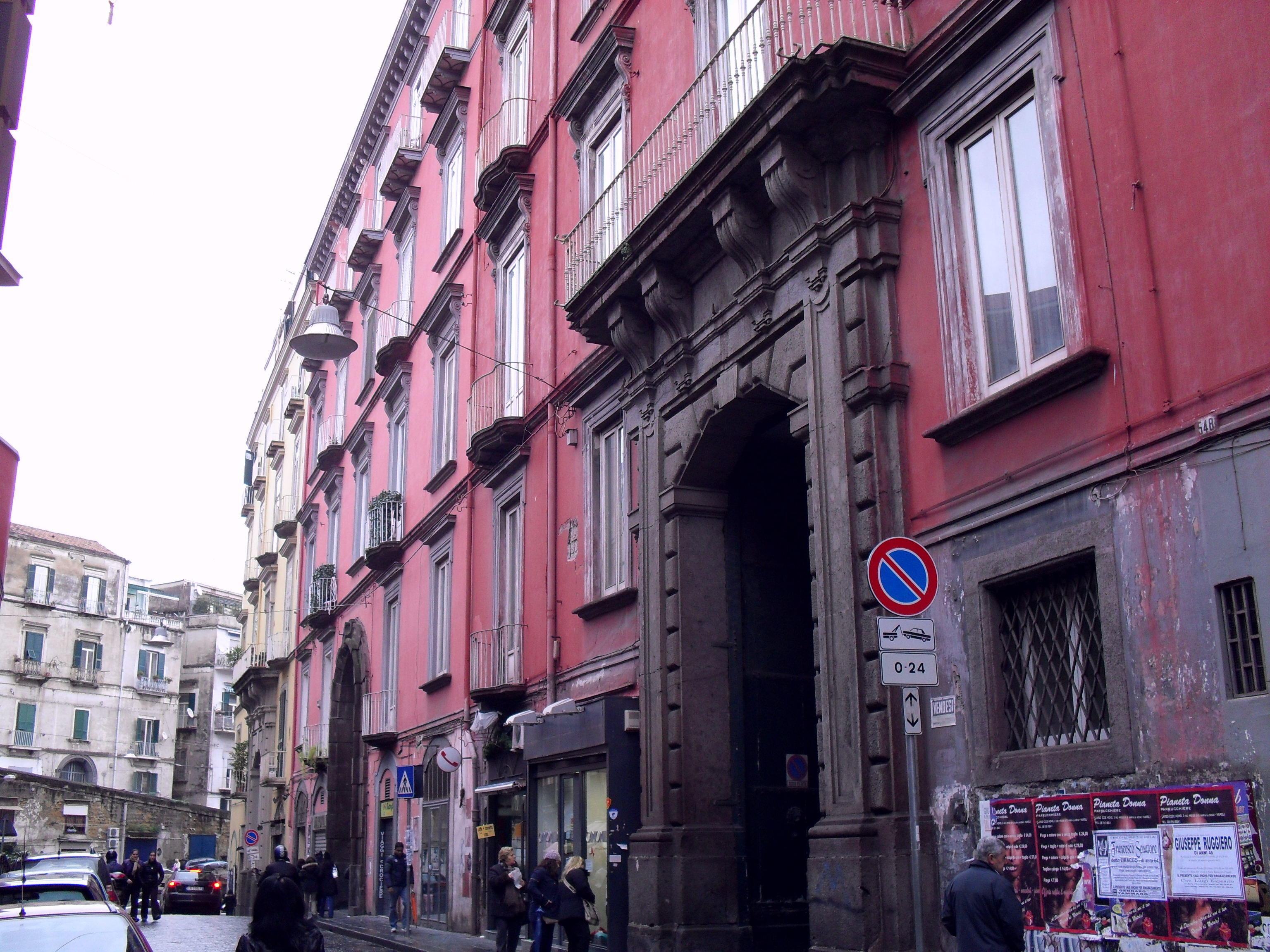
A Palazzo Latilla

- Scampia Complex: elsősorban az orvostudományi és sebészeti osztályoknak szentelt helyszín a Human Nutrition Sciences képzéssel. [16] A nápolyi Viale della Resistenza városában található. Az épület ötszintes, összesen 15 000 négyzetméter alapterületű, 48 tanteremmel 330 ülőhellyel, laboratóriumokkal, orvosi rendelőkkel, irodákkal és oktatási szolgáltatásokkal, klinikákkal, klinikákkal és előadóteremmel.
- Santi Marcellino e Festo Complex : a Politikatudományi Tanszék székhelye, a Via Leopoldo Rodinò, 22/a szám alatt található.

- A Közgazdaságtudományi és Kereskedelmi Kar épülete
- San Giovanni a Teduccio komplexum: a Politechnikai Iskola és az Alaptudományok központja a Corso Nicolangelo Protopisani, 70. szám alatt található.
- Via Claudio épület: a Mérnöki Osztály székhelye, a via Claudio 21. szám alatt van.
- Via Nuova Agnano épület: a Mérnöki Osztály székhelye, a Via Nuova Agnano 30–38. sz. alatt van.
- Medical College Complex (régi poliklinika): található: Piazza S. Andrea delle Dame, 1–2–3.
- Santa Patrizia komplexum címe: Via Armanni 3–4–5.
- Piazza Miraglia komplexum és a luccai kereszt épülete: a Piazza Miraglia 1–2. sz. alatt van.
- Egykori lőtér: a Via Campegnán található
- Az állatorvosi épületek (Santa Maria degli Angeli alle Croci komplexum) az Állatorvosi és Állattenyésztési Osztály székhelye a Via Federico Delpino 1. szám alatt és a Via S. Maria degli Angeli alle Croci 28. szám alatt található.

### Portikuszok, helyek
- Portici királyi palota: a Mezőgazdasági Kar és a MUSA Központ – Mezőgazdasági Tudományos Múzeumok otthona, a Via Università, 100 (Portici) címen.
- [Palazzo Mascabruno: a Mezőgazdasági Kar egyik központja, a Via Università 48–50–52. (Portici) címen.

### Egyéb létesítmények
- Palazzo ISVEIMER: a Humán Tanulmányok Osztálya Titkárságának székhelye, a Via Giulio Cesare Cortese 29. szám alatt.
- Sant'Antoniello komplexum Port'Albában: a BRAU, Library of the Humanities Area székhelye, korábban a Irodalmi és Filozófiai Kar könyvtára, a Piazza V. Bellini 56. szám alatt található.

- A Botanikus kert: a Via Foria 223. szám alatt van.
- Portici botanikus kert
- Villa Orlandi (Anacapri)
- Villa delle Ginestre (Torre del Greco)
- "Torre Lama" Kísérleti Mezőgazdasági Vállalat (Bellizzi)
- Szőlészeti és Borászati szak komplexum (Avellino)

## Felépítése
Az egyetem iskolákból áll, amelyekhez kulturális, didaktikai, tudományos és diszciplináris affinitási kritériumok alapján több tanszék is csatlakozik; koordinálják a közös oktatási tevékenységet a hozzájuk tartozó tanszékek között. Az egyetem négy iskolán és huszonhat tanszéken alapul, amelyek a következőképpen épülnek fel:
- Orvosi és sebészeti iskola
  - Gyógyszerészeti Osztály
  - Klinikai Orvostudományi és Sebészeti Osztály
  - Molekuláris Medicina és Orvosi Biotechnológia Tanszék
  - Idegtudományi és Reproduktív és Fogászati Tudományok Tanszék
  - Közegészségügyi Osztály
  - Felsőfokú orvosbiológiai tudományok osztálya
  - Translációs Orvostudományi Tanszék
- Mezőgazdasági és Állatorvosi Iskola
  - Mezőgazdasági Minisztérium
  - Állatorvosi és állattenyésztési osztály
- Bölcsészet- és Társadalomtudományi Iskola
  - Gazdasági Tanszék, gazdálkodás, intézmények
  - Jogi Tanszék
  - Közgazdaságtudományi és Statisztikai Osztály
  - Társadalomtudományi Osztály
  - Politikatudományi Tanszék
  - Bölcsészettudományi Tanszék
- Műszaki és Alapfokú Tudományos Iskola
  - Építészeti Tanszék
  - Biológia Tanszék
  - Fizika tanszék
  - Vegyipari, Anyag- és Ipari Termelésmérnöki Tanszék
  - Építőipari és Környezetmérnöki Tanszék
  - Villamosmérnöki és Információtechnológiai Tanszék
  - Iparmérnöki Tanszék
  - Matematika és Alkalmazások Tanszék
  - Kémiai Tudományok Osztálya
  - Föld-, Környezet- és Erőforrástudományi Tanszék
  - Létesítménymérnöki és Építészeti Tanszék

### Déli Gimnázium
A Scuola superiore meridkonale (SSM) az egyetem felsőoktatási és kutatóintézete. Rendes kurzusokat kínál, amelyek kiegészítik az egyetemen végzett normál egyetemi tantervet és a kutatódoktori képzést.

### Könyvtárak
Az Egyetem könyvtári rendszere területi, központ- és tanszéki könyvtárakat foglal magában, amelyek a városban és a környező területeken találhatók. A könyvtárak vagyona több mint kétmillió kötetet és közel 3500 folyóirat-előfizetést tesz ki; Ilyen nagy mennyiségű munka lebonyolítására 2009-ben megalakult a CAB-University Center for Libraries (2013 óta Roberto Pettorino nevét viseli), amely az egyetemi könyvtári rendszert koordinálja. A CAB olyan szolgáltatásokat nyújt, mint az elektronikus források beszerzése és hozzáférése, az egyetem bibliográfiai forrásainak online katalógusainak kezelése és fejlesztése, az intézményi archívum kezelése és fejlesztése, az egyetemi könyvtárak támogatása, a tudományos közösség támogatása a bibliográfiai forrásokhoz való hozzáférésben.

### Múzeumi rendszer
- Természet- és Fizikai Tudományok Múzeumi Központja: A Múzeumi Központ 1992-ben alakult; összefogja a már meglévő ásványtani, állattani, antropológiai, őslénytani és 2002-ben a fizikai múzeumokat. A központ körülbelül 4000 m² területet foglal el történelmi Collegio del Salvatore épületében, a via Mezzocannonén, és több mint 150 000 műtárgynak ad otthont a világ minden tájáról. A Központ múzeumai aktívan dolgoznak a közösségért, népszerűsítik a kiállításokat, konferenciákat, szemináriumokat és az iskolákat célzó tevékenységeket, például tárlatvezetéseket, workshopokat és kirándulásokat.
- Mezőgazdasági Tudományos Múzeumok Múzeumi Központ: A Portici Királyi Palotában található Múzeumi Központot 2011-ben alapították, és a következőket tartalmazza: a Portici botanikus kert, az Orazio Comes Botanikai Múzeum, a Filippo Silvestri Rovartani Múzeum, az Antonio Ásványtani Múzeum Parascandola, a Carlo Santini Mezőgazdasági Mechanikai Múzeum, a Tito Manlio Bettini Anatómiai-zootechnikai Múzeum és a Történeti Múzeum Könyvtára. A Központ öröksége leletekből, műszerekből és tudományos könyvekből áll (amelyek közül a legrégebbiek i. e. 1500-ból származnak), tanúskodnak Dél-Olaszország mezőgazdasági tudományainak és technológiáinak történetéről, valamint az idegen országokban végzett kutatásokról, de egyben a tudomány fejlődését is reprezentálják. gondolat.
- Állatorvosi Anatómiai Múzeum : A jelenlegi múzeumot 2000-ben hozták létre a Santa Maria degli Angeli alle Croci kolostor egyik szárnyában, amely akkoriban az Állatorvosi Kar otthona volt. Az első múzeumot azonban 1861-ben hozták létre, és viaszanatómiai készítmények gyűjteményét, néhány csontvázat és néhány különálló csontot tartalmazott az állatorvosi anatómia oktatásának segédanyagaként. Jelenleg a múzeumi gyűjtemény lényegében a Földközi-tenger földrajzi területéhez tartozó állatok zsigereit, csontvázait, plüssállatait (száraz és formalinban készült) patológiás mintákat tartalmazza.

## Sport
- Az egyetem sporttevékenységét a CUS Napolira bízták, a nápolyi egyetemek tömegsportközpontját, amelyet 1945-ben alapítottak a GUF Napoli hamvaira.
- Unina Corse az egyetemi versenycsapat; részt vesz a Formula SAE világbajnokságon. Két csapatra oszlik: a belső égésű motorral hajtott autó építésével és az elektromos autó építésével foglalkozó csapatra.

## Rektorok
A Nápolyi Királyság idején
- Niccolò Verticillo (1291–?)
- Matteo Filomarino (1310–1320?)
- Lorenzo Pulderigo da Napoli (1351–1359)
- Bartolomeo Prignano (1360–1362)

- hivatala betöltetlen (1806–1811)
- Domenico Cotugno (1812–1813)
- Felice Parrilli (1814–1815)

A két Szicíliai Királyság idején
- Francesco Rossi (1816–1817)
- Felice Parrilli (1818–1819)
- Leonado Santoro (1820–1821)
- Gaetano Giannattasio (1822–1823)
- Giovanni Gambale (1824–1825)
- Teodoro Monticelli (1826–1827)
- Nicola Ciampitti (1828–1829)
- Francesco Maria Avellino (1830–1831)
- Francesco Rossi (1832–1833)
- Filippo Maria Guidi (1834–1835)
- Leonardo Santoro (1836–1837)
- Saverio Macrì (1838–1839)
- Francesco Saverio Apuzzo (1840–1843)
- Michele Tenore (1844–1845)
- Gaetano Lucarelli (1846–1847)
- Andrea Ferrigni Pisone (1848–1849)
- Michele Bianchi (1850–1851)
- Gerardo Pugnetti (1852. január 1. – 1853. december 31.)
- Giuseppe Cua (1854 – 1854. június 15.)
- Mario Giardini (1854–1855)
- Francesco Bruni (1856–1857)
- Giuseppe Pietrocola (1858–1859)

Az Olasz Királyság idején
- Giuseppe de Luca (1862–1864)
- Paolo Emilio Imbriani (1864–1865)
- Arcangelo Scacchi (1865–1867)
- Salvatore Tommasi (1869–1871)
- Luigi Settembrini (1871–1873)
- Arcangelo Scacchi (1875–1877)
- Bonaventura Zumbini (1881–1883)
- Salvatore Trinchese (1886–1889)
- Emanuele Fergola (1889–1891)
- Agostino Oglialoro (1897–1899)[18]
- Giovanni Antonelli (1901–1902)
- Carlo Gallozzi (1902)
- Leonardo Bianchi (1902–1903)
- Filippo Masci (1903–1905)
- Carlo Fadda (1905–1907)
- Giovanni Paladino (1907–1909)
- Pasquale Del Pezzo (1909–1911)
- Leonardo Bianchi (1911–1913)
- Enrico Cocchia (1913–1915)
- Alberto Marghieri (1915–1917)
- Agostino Oglialoro-Todaro (1917–1919)[18]
- Pasquale Del Pezzo (1919–1921)
- Giovanni Miranda (1921–1923)
- Ferruccio Zambonini (1923–1925)
- Filippo Bottazzi (1925–1927)
- Arnaldo Bruschettini (1927–1931)
- Giunio Salvi (1931–1939)
- Luigi Auricchio (1939–1943)
- Biagio Petrocelli (1943)
- Adolfo Omodeo (1943–1946)

Az Olasz Köztársaság alatt (napjainkig)
- Gaetano Quagliariello (1946–1950)
- Ernesto Pontieri (1950–1959)
- Giuseppe Tesauro (1959–1975)
- Giuseppe Cuomo (1975–1981)
- Carlo Ciliberto (1981–1993)
- Fulvio Tessitore (1993–2001)
- Guido Trombetti (2001–2010)
- Massimo Marrelli (2010–2014)
- [Gaetano Manfredi (2014–2020)
- Matteo Lorito (2020–)

## Híres tanárai, diákjai
- Giovanni Gentile processzor
- Luigi Di Maio politikus
- Francesco Rosi filmrendező
- Francesco Saverio Nitti politikus
- Sylva Koscina színésznő

## Fordítás
- Ez a szócikk részben vagy egészben  az   Università degli Studi di Napoli Federico II című olasz Wikipédia-szócikk ezen változatának fordításán alapul.  Az eredeti cikk szerkesztőit annak laptörténete sorolja fel. Ez a jelzés csupán a megfogalmazás eredetét és a szerzői jogokat jelzi, nem szolgál a cikkben szereplő információk forrásmegjelöléseként.

## Bibliográfia
- Breve Notizia della R.Università di Napoli per l'Esposizione Universale di Vienna nel 1873. Napoli: Stamperia del Fibreno
- L'Università di Napoli incendiata dai tedeschi: 12 settembre 1943. Napoli: Gaetano Machiaroli Editore
- Storia dell'Università di Napoli. Napoli: Riccardo Ricciardi Editore
- La fondazione fridericiana dell'Università di Napoli, 81-105. o.. ISBN 978-88-8334-898-3
- Seminarium doctrinarum: l'Università di Napoli nei documenti del '700 (1690-1734). Napoli: Edizioni scientifiche italiane
- L'Università di Napoli nella seconda metà del '700. Documenti e profili delle riforme. Napoli: Jovene. ISBN 88-243-1390-6
- Studi sul Medioevo per Girolamo Arnaldi. Roma: Gaspari Editore, 25-54. o.
- Storia di Napoli, 312-320. o.
- Gli studenti dell'università di Napoli e la legge Bonghi. Napoli: D'Ambra Editore
- Studi e documenti per la storia dell'Università degli Studi di Napoli. Napoli: L'Arte Tipografica
- «Per scientiarum haustum et seminarium doctrinarum». Storia dello Studium di Napoli in età sveva. Bari: Mario Adda Editore
- I musei scientifici dell'Università di Napoli Federico II. Napoli: Fridericiana Editrice Universitaria
- Per la storia dell'Università di Napoli. Ricerche e documenti vari. Napoli: Francesco Perrella
- L'Università di Napoli nell'età della Restaurazione. Tra amalgama, moti e repressione. Bologna: Il Mulino. ISBN 88-15-23803-4
- La «bella scola» federiciana di Aldo Vallone. Storia dialettica della letteratura meridionale e critica dantesca nel secondo Novecento. Napoli: Edizioni scientifiche italiane. ISBN 88-495-1313-5
- La fondazione dell'Università di Napoli e l'Italia del tempo
- Le origini dell'Università di Napoli: l'età sveva
- I laureati dell'Università di Napoli. Napoli: Edizioni scientifiche italiane. ISBN 88-8114-760-2
- La Facoltà di Giurisprudenza della Regia Università di Napoli: un archivio ritrovato (1881–1923). Napoli: Jovene. ISBN 88-243-1396-5